# Коровница (Великолуцький район)
Коровниця (рос. Коровница) — присілок в Великолуцькому районі Псковської області Російської Федерації.
Населення становить 5 осіб. Входить до складу муніципального утворення Пореченська волость.

## Історія
Від 2014 року входить до складу муніципального утворення Пореченська волость.

## Населення
| 2001 | 2002 | 2010 |
| ---- | ---- | ---- |
| 5    | ↘4   | ↗5   |